# Джебел (община)
Джебел (болг. Община Джебел) — община в Болгарии. Входит в состав Кырджалийской области. Население общины 15 декабря 2008 года оценивалось в 9089 человек, причём в крупнейшем населённом пункте общины — городе Джебел, в это время проживало 3304 человека.
Площадь территории общины — 229,16 км², средняя высота над уровнем моря — 330 м.
Кмет (мэр) общины Джебел — Бахри Реджеб Юмер (партия «Движение за права и свободы» (ДПС)) по результатам выборов 2007 года в правление общины, где он набрал 100 % голосов избирателей в I туре голосования.
Основное население составляют турки (67,2 %) и болгары (31,3 %).
На территории общины выращивают табак сорта «Джебел басма». Развивается пищевая промышленность, действует машиностроительное предприятие «Джебел-96» (производство гидравлических цилиндров).
Среди туристских достопримечательностей — развалины крепости Устра, минеральный источник «Топлата вода», несколько карстовых пещер.

## Состав общины
В состав общины входят следующие населённые пункты:
| - Албанци - Брежана - Великденче - Воденичарско - Вылкович - Генерал-Гешево - Джебел - Добринци - Душинково - Желыдово - Желти-Рид - Желтика - Илийско - Казаците - Каменяне - Козица - Контил - Купците - Лебед - Мишевско - Модрен - Мрежичко - Овчево - Папрат | - Плазиште - Подврых - Полянец - Поточе - Припек - Ридино - Рогозари - Рогозче - Рожденско - Рыт - Сипец - Скалина - Слынчоглед - Софийци - Телчарка - Тырновци - Тютюнче - Устрен - Цвятово - Церквица - Чакалци - Черешка - Штерна - Ямино |